# Euphrasia chitrovoi
Euphrasia chitrovoi är en snyltrotsväxtart som beskrevs av N.N. Tsvelev. Euphrasia chitrovoi ingår i släktet ögontröster, och familjen snyltrotsväxter. Inga underarter finns listade i Catalogue of Life.